# Xã Fishing River, Quận Ray, Missouri
Xã Fishing River (tiếng Anh: Fishing River Township) là một xã thuộc quận Ray, tiểu bang Missouri, Hoa Kỳ. Năm 2010, dân số của xã này là 5.010 người.